# Верховный суд Австралии

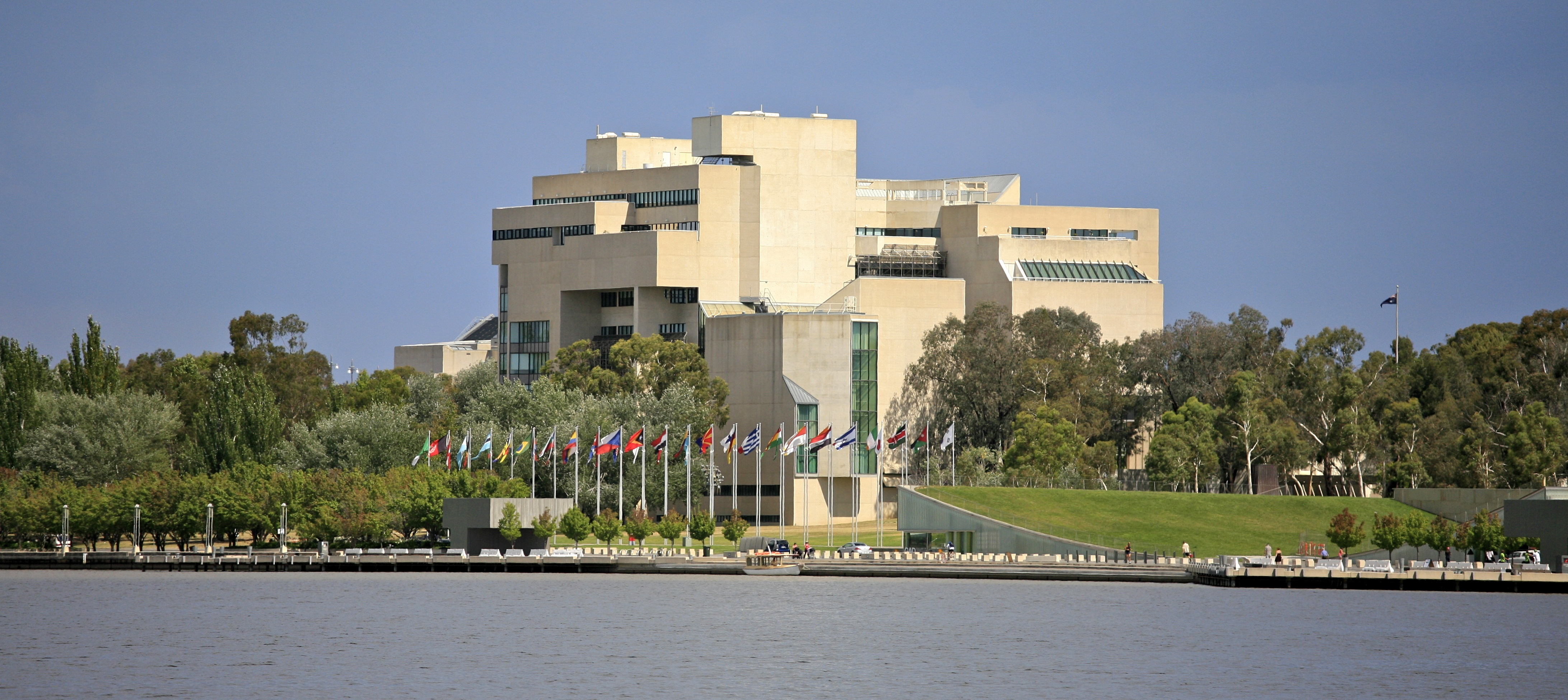
Здание Верховного суда Австралии

Верховный суд Австралии (англ. High Court of Australia) является судом последней инстанции в Австралии, а также старшим судом австралийской судебной иерархии. Верховный суд может принимать собственные решения, а также является апелляционным судом. Он имеет право проводить оценку юридической состоятельности законов, принятых парламентом Австралии и парламентами штатов, а также в случае необходимости разрешать споры и вопросы, связанные с разночтением конституции страны. Верховный суд действует согласно статье 71 Конституции Австралии, согласно которой именно этому юридическому институту придаётся право принимать наиболее важные юридические решения, связанные с деятельностью Федерации. Деятельность Верховного суда и его структура определены Юридическим актом 1903 года.